# Óscar Coll
Óscar Coll Marengo, nacido en Buenos Aires (Argentina) el 1 de septiembre de 1928, fue un futbolista argentino zurdo que ocupaba la demarcación de delantero.

## Trayectoria
Jugó en Argentina para River Plate llegando a ser compañero del extraordinario Alfredo Di Stéfano, Platense y San Lorenzo; en España para el Espanyol, y en Chile para la Universidad de Chile donde fue campeón nacional en 1962, 1964 y 1965.

## Clubes
| Club                 | País      | Año       |
| -------------------- | --------- | --------- |
| River Plate          | Argentina | 1948-1950 |
| Platense             | Argentina | 1951-1953 |
| San Lorenzo          | Argentina | 1954-1955 |
| Espanyol             | España    | 1956-1961 |
| Universidad de Chile | Chile     | 1962-1966 |
| Deportes Concepción  | Chile     | 1967-1968 |

## Palmarés
| Título           | Club                 | País  | Año  |
| ---------------- | -------------------- | ----- | ---- |
| Primera División | Universidad de Chile | Chile | 1962 |
| Primera División | Universidad de Chile | Chile | 1964 |
| Primera División | Universidad de Chile | Chile | 1965 |

Otros logros:
- Subcampeón Primera División de Argentina 1948 con River Plate
- Subcampeón Primera División de Argentina 1949 con River Plate
- Subcampeón Copa del Rey 1956-57 con Deportivo Español
- Subcampeón Primera División de Chile 1963 con Universidad de Chile